# Bolitophila maculipennis
Bolitophila maculipennis är en tvåvingeart som beskrevs av Walker 1835. Bolitophila maculipennis ingår i släktet Bolitophila och familjen smalbensmyggor. Arten är reproducerande i Sverige. Inga underarter finns listade i Catalogue of Life.